# Agenzia europea delle sostanze chimiche
L'Agenzia europea delle sostanze chimiche (European Chemicals Agency, ECHA) è un'agenzia dell'Unione europea con sede a Helsinki.

## Storia
L'agenzia, istituita dal regolamento (CE) n. 1907/2006, ha al suo vertice un direttore esecutivo; ha cominciato ad operare il 1º giugno 2007 con un personale di 40 addetti. Gli occupati nel suo segretariato sono cresciuti gradualmente da circa cento persone nel 2007 a circa quattrocento nel 2010.

## Attività
Fra le autorità di regolamentazione, è quella che si occupa del settore delle sostanze chimiche, in particolare di tutti quegli aspetti collegati alla legislazione dell'Unione Europea sulle sostanze chimiche, quali la tutela della salute umana e dell'ambiente e la promozione dell'innovazione e della competitività. L'ECHA assiste le società affinché si conformino alla legislazione, promuove l'uso sicuro delle sostanze chimiche, fornisce informazioni sulle sostanze chimiche e si occupa delle sostanze preoccupanti..
La legislazione dell'Unione sulle sostanze chimiche si applica a tutti i settori industriali che trattano sostanze chimiche e lungo l'intera catena di approvvigionamento. In tal modo si responsabilizzano le imprese sulla sicurezza delle sostanze chimiche introdotte sul mercato. L'ECHA si occupa di 4 temi:
- REACH
- CLP
- Biocidi
- PIC (Prior Informed Consent) - L'assenso preliminare in conoscenza di causa[2]